# Contra Force
Contra Force – gra komputerowa z gatunku stzrelanek wyprodukowana i wydana w 1992 przez Konami na platformie Nintendo Entertainment System. Jest to kontynuacja gry Contra. W przeciwieństwie do dwóch poprzednich części, Contra Force była grą pozbawioną szybkiej akcji, obcych i klimatu science-fiction. Porzucenie tych elementów wzbudziło wiele kontrowersji, lecz studio Konami, kontynuując serię na innych platformach, wróciło do klimatu z pierwowzoru.

## Fabuła
Akcja gry dzieje się w fikcyjnym mieście Neocity w roku 1992. Główny bohater o imieniu Burns odbiera telefon od przyjaciela – Foxa. Mężczyzna mówi mu, że ich szef ma poważne kłopoty i muszą spotkać w dokach miasta, lecz kiedy Burns przybywa na miejsce spotkania, zastaje Foxa martwego. Kłopoty zaczynają się, gdy w pościg za Burnsem ruszają ludzie, którzy zabili wcześniej Foxa.

## Rozgrywka
Akcja gry przedstawiona jest z perspektywy trzeciej osoby. Kamera śledząca poczynania gracza ukazuje go „od boku”, a w dwóch poziomach z lotu ptaka. Gracz może wybrać jedną z czterech postaci, co było nowością w serii. Każda postać dysponuje innym arsenałem broni i umiejętnościami. W Contra Force nie pojawiły się bronie znane z poprzednich części (Spray-Gun, Laser), a zamiast tego oddano do dyspozycji granaty, miotacze ognia, karabiny i rakietnice. Zmienił się również sposób zdobywania broni, który w tej części przypomina bardziej ten system co w grze Salamander (ang. Life Force).